# 弦巻
弦巻（つるまき）は、東京都世田谷区の地名である。弦巻一丁目から五丁目までが置かれている。住居表示実施済区域。世田谷地域に属する。

## 地理
東京都世田谷区の世田谷地域に属する。主に住宅地として利用される。世田谷区の地理的中央部に位置し、東西に長く、南で桜新町・新町、東で駒沢・上馬、北で世田谷・桜、西で用賀・上用賀と隣接している。また蛇崩川（じゃくずれがわ）を暗渠化した跡が緑道（世田谷百景）になっている。また、弦巻二丁目に駒沢給水所がある。

### 地価
住宅地の地価は、2025年（令和7年）1月1日の公示地価によれば、弦巻5-19-8の地点で68万7000円/m2となっている。

## 歴史
古くは吉良家の領地であり、一丁目の常在寺は吉良頼康の側室であった常盤が開いたもの、三丁目の実相院（世田谷百景）は吉良氏朝が開いた。

### 地名の由来
「弦巻」の由来は諸説あり、これと言った決め手に欠く。一説に武将（源義家あるいは北条氏など）が弓弦をはずした、あるいは巻いた場所であるという。他には、水流（つる）が渦巻く場所など。しかし、弦巻は世田谷区内でも、ほぼ最高地点に近い台地である。一方で土地に起伏もあり、今は多くが暗渠となったが、小さな川もある。
弦巻という名は14世紀後半に初めて見える。永和2年（1376年）、吉良治家寄進状（鎌倉鶴岡八幡宮蔵）に「絃巻」（弦でなく絃の字）という地名が出てくる。江戸時代初期に荏原郡弦巻村として成立。1966年（昭和41年）の住居表示で今の形となる。

### 町名の変遷
| 実施後     | 実施年月日    | 実施前（各町名ともその一部）                            |
| ---------- | ------------- | ------------------------------------------------------- |
| 弦巻一丁目 | 1966年10月1日 | 弦巻町1、弦巻町2、上馬町2の各一部                       |
| 弦巻二丁目 | 1966年10月1日 | 弦巻町1、弦巻町2、上馬町3の各一部                       |
| 弦巻三丁目 | 1966年10月1日 | 弦巻町2、弦巻町3の各一部                                |
| 弦巻四丁目 | 1966年10月1日 | 弦巻町2、弦巻町3の各一部                                |
| 弦巻五丁目 | 1966年10月1日 | 世田谷4の全部と弦巻町2、弦巻町3、世田谷1、新町3の各一部 |

## 世帯数と人口
2025年（令和7年）1月1日現在（世田谷区発表）の世帯数と人口は以下の通りである。
| 丁目       | 世帯数     | 人口     |
| ---------- | ---------- | -------- |
| 弦巻一丁目 | 2,347世帯  | 5,072人  |
| 弦巻二丁目 | 2,326世帯  | 4,546人  |
| 弦巻三丁目 | 2,341世帯  | 4,383人  |
| 弦巻四丁目 | 2,828世帯  | 5,197人  |
| 弦巻五丁目 | 2,771世帯  | 6,045人  |
| 計         | 12,613世帯 | 25,243人 |

### 人口の変遷
国勢調査による人口の推移。
| 年                 | 人口   |
| ------------------ | ------ |
| 1995年（平成7年）  | 20,516 |
| 2000年（平成12年） | 20,787 |
| 2005年（平成17年） | 23,011 |
| 2010年（平成22年） | 23,483 |
| 2015年（平成27年） | 24,017 |
| 2020年（令和2年）  | 25,460 |

### 世帯数の変遷
国勢調査による世帯数の推移。
| 年                 | 世帯数 |
| ------------------ | ------ |
| 1995年（平成7年）  | 9,037  |
| 2000年（平成12年） | 9,654  |
| 2005年（平成17年） | 10,770 |
| 2010年（平成22年） | 11,085 |
| 2015年（平成27年） | 11,449 |
| 2020年（令和2年）  | 12,176 |

## 学区
区立小・中学校に通う場合、学区は以下の通りとなる（2024年8月時点）。
| 丁目       | 番地    | 小学校               | 中学校               |
| ---------- | ------- | -------------------- | -------------------- |
| 弦巻一丁目 | 1～5番  | 世田谷区立弦巻小学校 | 世田谷区立駒沢中学校 |
| 弦巻一丁目 | 6〜52番 | 世田谷区立弦巻小学校 | 世田谷区立弦巻中学校 |
| 弦巻二丁目 | 全域    | 世田谷区立弦巻小学校 | 世田谷区立弦巻中学校 |
| 弦巻三丁目 | 全域    | 世田谷区立松丘小学校 | 世田谷区立弦巻中学校 |
| 弦巻四丁目 | 全域    | 世田谷区立松丘小学校 | 世田谷区立弦巻中学校 |
| 弦巻五丁目 | 全域    | 世田谷区立松丘小学校 | 世田谷区立弦巻中学校 |

## 交通

### 鉄道
東急田園都市線桜新町駅、東急世田谷線上町駅、世田谷駅が最寄駅。

### バス
東急バスが域内を通る。四丁目には東急バス弦巻営業所があり、営業所から渋谷駅（渋05系統）、都立大学駅北口を経て目黒駅（黒07系統）への路線がある。また、便数は少ないが営業所発着の出入庫便も存在する（都立大学駅北口・成城学園前駅＝ともに都立01系統、五反田駅＝反11系統）。駒沢公園通りには等々力駅と祖師ヶ谷大蔵駅・梅ヶ丘駅を結ぶ路線（等11・13系統）が走る。

### 道路
- 旧大山道

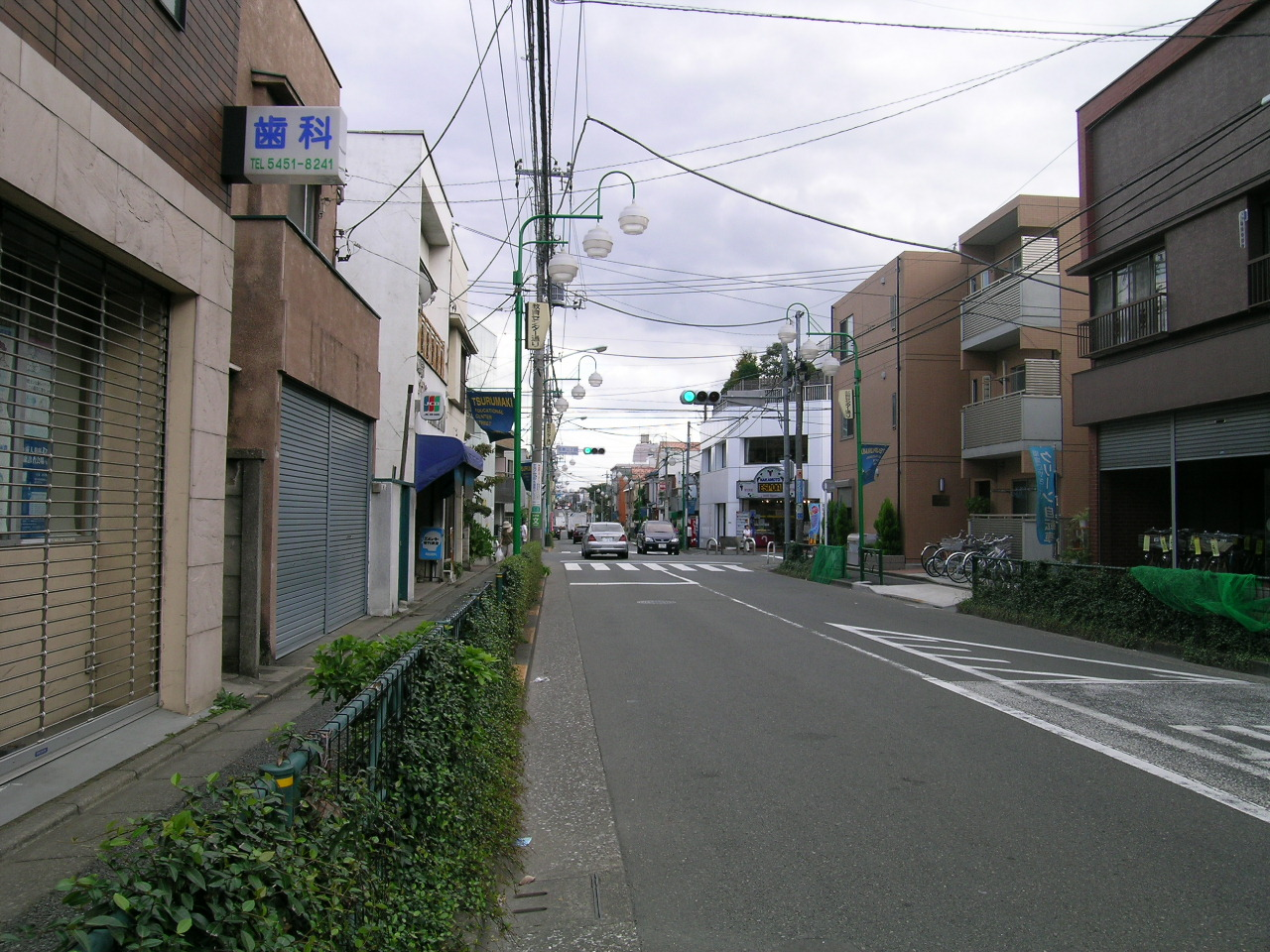
教育センター通り。この先には桜新町がある。

  - 古くから大山詣でに利用された「矢倉沢往還」の一部。日本橋を基点とし、赤坂見附から弦巻を経て多摩川を渡り、丹沢大山に至る。弦巻四丁目と五丁目を分かつ道。四丁目32番には公園があり（通称「いっぷく公園」）、煙管を手に一服する江戸時代の旅人の像が設置されている。
- 弦巻通り
  - 弦巻を東西に横断する二車線道路。三軒茶屋を基点としており、途中、教育センター通りと交差し、弦巻四丁目交差点で旧大山道に突き当たる。途中、世田谷区立弦巻中学校付近では蛇崩川緑道が並行する。東急バス弦巻営業所と渋谷駅を結ぶバスが通っている。
- 教育センター通り（東京都道427号瀬田貫井線の一部／補助128号線）
  - 弦巻を南北に縦断する二車線道路。世田谷通りと、国道246号から桜新町を通り用賀へ向かう「玉川通り旧道」を結ぶ。世田谷区教育センター（世田谷区立中央図書館 ・郷土学習室・プラネタリウム他）と世田谷区立松丘小学校があり、世田谷区の初等公教育の中心地になっている。教育センターの向かいは東急バス弦巻営業所となる。
- 駒留通り
  - 弦巻と世田谷を分ける道路である。東側は駒留陸橋で環七および弦巻通りと交差する。
- 駒沢公園通り
  - 等々力から駒沢を経て世田谷駅前まで南北に続く通り。

## 事業所
2021年（令和3年）現在の経済センサス調査による事業所数と従業員数は以下の通りである。
| 丁目       | 事業所数  | 従業員数 |
| ---------- | --------- | -------- |
| 弦巻一丁目 | 108事業所 | 750人    |
| 弦巻二丁目 | 67事業所  | 475人    |
| 弦巻三丁目 | 92事業所  | 791人    |
| 弦巻四丁目 | 106事業所 | 1,198人  |
| 弦巻五丁目 | 81事業所  | 464人    |
| 計         | 454事業所 | 3,678人  |

### 事業者数の変遷
経済センサスによる事業所数の推移。
| 年                 | 事業者数 |
| ------------------ | -------- |
| 2016年（平成28年） | 398      |
| 2021年（令和3年）  | 454      |

### 従業員数の変遷
経済センサスによる従業員数の推移。
| 年                 | 従業員数 |
| ------------------ | -------- |
| 2016年（平成28年） | 2,945    |
| 2021年（令和3年）  | 3,678    |

## 施設
- 世田谷区立弦巻中学校
- 世田谷区立弦巻小学校
- 世田谷区立松丘小学校
- 世田谷区立松丘幼稚園
- 世田谷区立弦巻保育園
- 世田谷区立東弦巻保育園
- 世田谷区立西弦巻保育園
- 教育センター - プラネタリウム、郷土学習室、喫茶店、資料館などがある
- 世田谷区立中央図書館 - 世田谷区内最大。蔵書42万冊余は東京都内の区立図書館中、第5位。
- 弦巻郵便局
- 弦巻区民センター
- 弦巻区民集会所
- 弦巻児童館
- 向井潤吉アトリエ館（世田谷美術館分館）
- 弦巻中学校トレーニングルーム
- 弦巻どんぐり山公園など、大きくはないが、区立の公園・広場・遊び場が点在。
- 蛇崩川緑道 - 松丘小脇など。旧弦巻村を水源とする。目黒川に合流。
- 弦巻神社
- 実相院 (世田谷区)
- 常在寺 (世田谷区)

## その他

### 日本郵便
- 郵便番号 : 154-0016[2]（集配局 : 世田谷郵便局[14]）。

## 関連文献
- 「弦巻村」『新編武蔵風土記稿』 巻ノ48荏原郡ノ10、内務省地理局、1884年6月。NDLJP:763982/11。